# The Way of His Father
The Way of His Father è un cortometraggio muto del 1914 scritto e diretto da Harry Mainhall.

## Produzione
Il film fu prodotto dalla Essanay Film Manufacturing Company.

## Distribuzione
Distribuito dalla General Film Company, il film - un cortometraggio di una bobina - uscì nelle sale cinematografiche USA il 15 settembre 1914.